# لین هال
لین هال (انگلیسی: Leanne Hall؛ زادهٔ ۱۹ مهٔ ۱۹۸۰) یک بازیکن فوتبال اهل بریتانیا است.
وی سابقه بازی در تیم ملی بانوان انگلیس را دارد.